# هينينج كريستيانسن
هينينج كريستيانسن (بالدنماركية: Henning Christiansen)‏ هو ملحن دنماركي، ولد في 28 مايو 1932 في كوبنهاغن في الدنمارك، وتوفي في 10 ديسمبر 2008.

## وصلات خارجية
- هينينج كريستيانسن على موقع IMDb (الإنجليزية)
- هينينج كريستيانسن على موقع ميوزك برينز (الإنجليزية)
- هينينج كريستيانسن على موقع أول موفي (الإنجليزية)
- هينينج كريستيانسن على موقع قاعدة بيانات الأفلام السويدية (السويدية)
- هينينج كريستيانسن على موقع ديسكوغز (الإنجليزية)
- هينينج كريستيانسن على موقع قاعدة بيانات الفيلم (الإنجليزية)
- هينينج كريستيانسن على موقع كينوبويسك (الروسية)